# Ryan Whitney (skådespelare)
Ryan Whitney, född som Ryan Whitney Newman den 24 april 1998 i Manhattan Beach i Kalifornien, är en amerikansk skådespelerska. Hon är känd för att spela rollen som Ginger Falcone i Disney XD-serien Zeke & Luther, Allison i Nickelodeon-serien The Thundermans, Cindy Collins i filmen Zoom, och Emily Hobbs i Nick at Nite-serien Pappa på heltid.

## Filmografi (i urval)

### Filmer
- 2006 – Monster House
- 2006 – Zoom
- 2008 – Lower Learning
- 2015 – Sharknado 3: Oh Hell No!
- 2016 – Sharknado: The 4th Awakens
- 2016 – The Thinning
- 2018 – The Last Sharknado: It's About Time

### TV-serier
- 2007 – Hannah Montana (TV-serie)
- 2009–2012 – Zeke & Luther (TV-serie)
- 2010 – Lycka till Charlie! (TV-serie)
- 2012–2015 – Pappa på heltid (TV-serie)
- 2013 – Big Time Rush (TV-serie)
- 2015–2017 – The Thundermans (TV-serie)